# Инновационный проект
Инновацио́нный прое́кт  — проект, содержащий технико-экономическое, правовое и организационное обоснование конечной инновационной деятельности.
Итогом разработки инновационного проекта служит документ, включающий в себя подробное описание инновационного продукта, обоснование его жизнеспособности, необходимость, возможность и формы привлечения инвестиций, сведения о сроках исполнения, исполнителях и учитывающий организационно-правовые моменты его продвижения.
Реализация инновационного проекта — процесс по созданию и выведению на рынок инновационного продукта.
Цель инновационного проекта — создание новых или изменение существующих систем — технической, технологической, информационной, социальной, экономической, организационной и достижение в результате снижения затрат ресурсов (производственных, финансовых, человеческих) коренного улучшения качества продукции, услуги и высокого коммерческого эффекта.
Управлением инновационными проектами занимается инновационный менеджмент.
Примеры успешно работающих отечественных инновационных проектов:
- В области образования: московский культурологический лицей № 1310 (считается лидером в области инноваций).
- В области медицины: СПИД-центр под руководством В. И. Покровского.

## Стадии разработки инновационного проекта
Разработка инновационного проекта включает в себя две основные стадии:
1. Предынвестиционная. Поиск и обоснование жизнеспособности инновационной идеи. Научные и маркетинговые исследования и разработка технико-экономического обоснования.
2. Инвестиционная. Вложение денег и материальное воплощение проекта.

### Предынвестиционная стадия
Поскольку выведение на рынок инновационных продуктов, как правило, требует инвестирования, необходимо обосновать целесообразность вложения денег и возможность получения прибыли от инновации. Важная задача исследовательской части проекта — доказать, что идея не только является инновационной, но и будет принята рынком.
Разработка инновационного проекта начинается с поиска идеи.
Поиск идеи для инновационного проекта может производиться:
- на основе последних научных разработок и исследований,
- анализа потребительского спроса (маркетинговых исследований, опросов потребителей)

Поиск идеи для инновационного проекта — творческая задача, часто для этих целей используется ТРИЗ.
Жизнеспособность идеи зависит от множества факторов:
- уникальность проекта, наличие конкурентов и похожих проектов;
- наличие научных разработок и исследований по данному проекту;
- наличие очевидной пользы (выгоды) для потребителя, заложенной в инновационном продукте;
- наличие потребности в продукте, портрет потребителя, объём рынка;
- соотношение затрат на реализацию проекта и коммерческого эффекта;
- наличие исходного капитала или возможности приобретения займа/кредита;
- масштабность проекта, сроки исполнения и окупаемости, необходимость дополнительных вложений;
- маркетинговая стратегия, варианты позиционирования продукта;
- уровень профессионализма и личной заинтересованности исполнителей проекта;
- юридическая защищенность проекта — соответствие законодательству, необходимость получения сертификатов, лицензий, наличие патентов, авторских прав, возможность получения поддержки со стороны государства (субсидий, льгот);

В результате анализа всех указанных факторов делается предварительное решение об инвестировании. После этого начинается разработка документации — научные изыскания и технико-экономическое обоснование, их согласование и утверждение.
Логическим завершением первой фазы является принятие решения о целесообразности исполнения инновационного проекта и инвестирования.

### Инвестиционная стадия
Вторая фаза — реализация, материальное воплощение инновационного проекта. Мониторинг показателей, разрешение конфликтов и корректировка проекта.

## Структура инновационного проекта
Каждый инновационный проект должен содержать следующие основные разделы:
- Сущность инновационного проекта, обоснование его деловой привлекательности в резюмирующей форме;
- Предприятие, реализующее инновационный проект. Полные сведения о деятельности, юридическом статусе, возможностях;
- Продукт, его характеристика;
- Анализ рынков сбыта продукции, конкуренция;
- Стратегия маркетинга инновационного продукта;
- Организация производственного процесса;
- Организация управления;
- Риски и их страхование;
  - Стратегия финансирования.

## Классификация инновационных проектов
Инновационные проекты могут классифицироваться в зависимости от области применения на:
- исследовательские;
- научно-технические;
- организационные;

По уровню решения инновационные проекты подразделяются на:
- федеральные;
- региональные;
- принимаемые на уровне предприятия, организации.

По типу инновации подразделяются на:
- новый товар;
- новая услуга;
- новый метод производства;
- новый метод управления;
- новый рынок;
- новый источник сырья;

По отношению к уже имеющимся системам
- подрывные инновационные проекты, предлагающие совершенно новую систему, предполагающие отказ от существующих моделей, имеющие целью завоевания существующих или абсолютно новых рынков
- поддерживающие инновационные проекты, целью которых служит усовершенствование существующих систем, повышение их качества

Инновационные проекты также бывают по степени завершенности — конечные и промежуточные, по времени исполнения также долгосрочные, среднесрочные, краткосрочные.